# Народна Республіка Конго
Наро́дна Респу́бліка Ко́нго (фр. République populaire du Congo) — соціалістична держава, яку було проголошено 1970 року, та яка проіснувала до 1992 року, коли їй було повернуто стару назву — Республіка Конго.

## Історія
Народну Республіку Конго було проголошено в Браззавілі після успішного державного перевороту, організованого лівими. Державу очолив Маріан Нгуабі й за два роки після перевороту почав будувати соціалізм. Після ліквідації Національних зборів, Нгуабі сформував Конголезьку партію праці (КПП), що залишалась єдиною політичною партією в державі до 1991 року. Самого Нгуабі було вбито 1977 року.
Після вбивства Нгуабі й до лютого 1979 року владу в країні здійснював Військовий комітет партії. В березні 1979 року відбувся III позачерговий з'їзд КПП, який обрав новий склад ЦК партії й політбюро. Головою ЦК КПП та президентом країни було обрано полковника Дені Сассу-Нгессо. Влітку того ж року на референдумі було ухвалено нову конституцію країни, обрано парламент і місцеві органи влади.
Як і інші африканські держави соціалістичної орієнтації, Народна Республіка Конго мала тісні зв'язки з Радянським Союзом. Тим не менше, НРК також підтримувала тісні відносини з Францією.
В середині 1991 року національна суверенна конференція затвердила новий курс країни, змінила назву, прапор і гімн, що використовувались за режиму КПП. Суверенна національна конференція скасувала однопартійну систему, призначивши прем'єр-міністром перехідного уряду Андре Милонго, якому було надано виконавчі повноваження.

## Політичний устрій
Главою держави був президент, якого обирали терміном на 5 років. Законодавча влада належала двопалатному парламенту (Національні збори — 125 депутатів, що обирались на 5 років, і Сенат — 60 депутатів — на 6 років).
Конголезька партія праці була єдиною й урядовою партією в країні. В програмі та статуті партії йшлося, що КПП у своїй діяльності керується марксистсько-ленінським вченням.

## Економіка
НРК успадкувала від колоніального періоду слабко розвинену економіку, провідні позиції в якій все ще займали французькі компанії. Уряд приділяв значну увагу посиленню державного та змішаного секторів в економіці, посиленню державного контролю за діяльністю приватних компаній.
Найбільшим джерелом державного прибутку була нафта, родовища якої були розвідані 1957 року. Прибутковою статтею експорту також була деревина цінних тропічних порід, передусім окуме, лімба й акажу. Від 1969 до 1979 року проводилась розробка запасів калійних солей. Було розвідано запаси високоякісної залізної руди.
Більша частина населення займалась вирощуванням сільськогосподарських культур для власного споживання та продажу на внутрішньому ринку (маніок, банани), а також розведенням домашньої худоби. Експортні культури (цукрова тростина, олійна пальма, дерева кави та какао, тютюн, арахіс) вирощувались в основному на плантаціях, що належали європейцям. Тваринництво було обмеженим через широке поширення мухи цеце.
Основними галузями промисловості були лісова та деревообробна, харчова, гірнича.
НРК сягнула значних успіхів у царині охорони здоров'я та освіти. Значні проблеми виникали в зв'язку зі зростанням цін і рівня безробіття. Національний дохід у розрахунку на душу населення — 300 доларів на рік.